# Ла Презура (Фиренца)
Ла Презура је насеље у Италији у округу Фиренца, региону Тоскана.
Према процени из 2011. у насељу је живело 77 становника. Насеље се налази на надморској висини од 213 м.